# Comtat de Pearl River
El Comtat Pearl River (oficialment, Pearl River County) és una comtat estatunidenc de l'estat de Mississipi. Actualment hi viuen 57.000 habitants. Segons el cens de 2000, la població era de 48.621. Poplarville és la seu del comtat. La ciutat més gran de tot el comtat és Picayune, com també el centre neuràlgic econòmic i mèdic. El grau baix de criminalitat i el baix cost de vida de Picayune el converteixen una creixent àrea de jubilació.